# Święta Kinga (obraz Jana Matejki)
Święta Kinga – obraz olejny na desce autorstwa Jana Matejki z 1892 roku, znajdujący się w zbiorach Muzeum Żup Krakowskich w Wieliczce.
Obraz został zamówiony u Matejki z okazji jubileuszu 600–lecia śmierci św. Kingi. Artysta namalował portret w 1892 roku. Dzieło nie trafiło do klasztoru klarysek w Starym Sączu, ale kupił je hr. Jerzy Sewer Dunin Borkowski. Po latach otrzymała go w spadku Józefa z Dunin-Borkowskich Sobogal, wnuczka hrabiego. W 1971 obraz nabyło do swojej kolekcji Muzeum Żup Krakowskich w Wieliczce. Prezentowany jest w Muzeum w Kopalni Soli, na wystawie Żupy Krakowskie – przedsiębiorstwo królewskie w komorze Russegger V.
Założycielka klasztoru starosądeckiego przedstawiona została jako starsza kobieta w szatach księżnej. Ukazane zostały też elementy wskazujące na jej życie zakonne: modlitewnik, pastorał, widok klasztoru w Starym Sączu. Jako model pozowała hrabina Katarzyna Potocka, którą Matejko już wcześniej sportretował w 1890 roku.

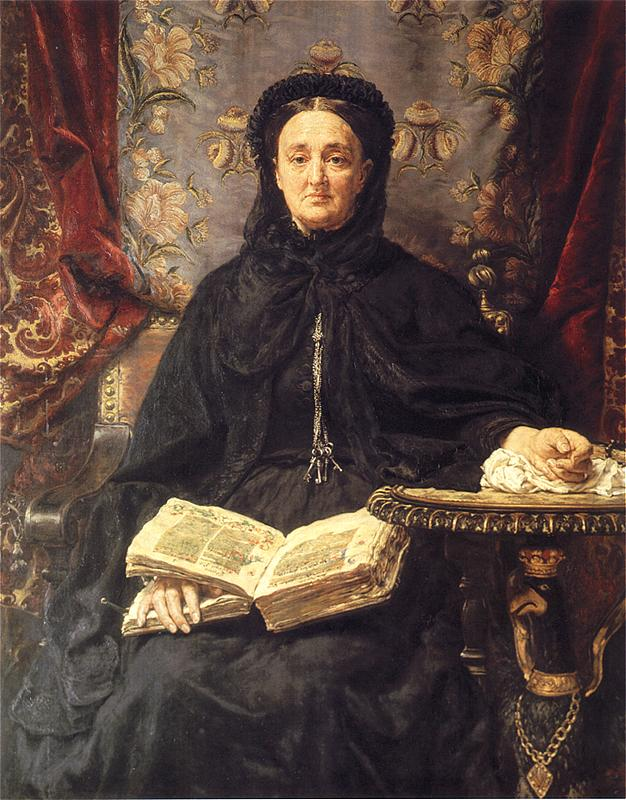
Portret Katarzyny Potockiej (1890), Muzeum Narodowe w Warszawie